# Умар Лайл
Умар Лайл (*д/н–1739) — султан Дарфуру в 1730—1739 роках.

## Життєпис
Походив з династії Кейра. Син султана Мухаммада Даври. 1730 року влаштував заколот проти батька, якого повалив, а потім наказав стратити. Розпочав централізаторську політику, намагаючись обмежити військовий та політичний вплив кланів племен фор.
Цим скористалися його стрийки — Абу'л-Касим, Мухаммад Тайраб, Рашид. Вони втекли до Кордофану, який знову став незалежним. Умар Лайл розпочав кампанії проти стрийків та Кордофану. Йому вдалося перемогти та стратити Рашида. 
У 1734 році зумів закріпити зверхність над султанатом Вадай. 1739 року внаслідок змови Умар Лайл був повалений та страчений. Новим султаном став Абу'л-Касим.